# 木村玉治郎
木村 玉治郎（きむら たまじろう）は、行司の名跡。立浪部屋若しくは立浪部屋にルーツを持つ相撲部屋（現在の伊勢ヶ濱一門）に所属する行司が襲名することが多い。時代によっては、玉次郎と名乗っていたこともある。現在は空名跡である。

## 解説
この名跡の現在までの襲名者は6人で、17代木村庄之助、19代式守伊之助、27代木村庄之助、37代木村庄之助が立行司になる前に名乗っていた。
2003年1月に、4代玉治郎である27代木村庄之助の最後の弟子で立浪部屋の木村雅之助が改名して6代目を襲名。本名：武田雅史。掛け声は師匠である27代木村庄之助の独特の掛け声を継承している。なお、5代目は6代目と同じ27代木村庄之助門下の兄弟子である。
玉治郎は初代から6代目まで、師弟関係で継がれている。
なお、玉二郎（13代木村玉之助）は別系の人物。

## 襲名者代々
- 17代木村庄之助が初代玉治郎(明治19年1月～明治27年5月）
- 19代式守伊之助が3代玉治郎(大正2年5月～大正14年5月　大正13年1月のみ玉次郎と記される）
- 27代木村庄之助が4代玉治郎（昭和22年11月～昭和48年11月　昭和29年3月、5月の2場所だけ玉次郎と記されたのは誤記）
- 37代木村庄之助が5代玉治郎（昭和52年1月～平成14年11月）
- 6代木村玉治郎（平成15年1月～令和5年9月　平成26年1月より三役格）

## 2代木村玉治郎
※木村初太郎（木村玉治郎）　明治31年5月～同32年1月（2場所のみ）36人中19番目（裸足行司の可能性大）　所属部屋、初土俵（明治17年5月木村初太郎で番付初見
明治19年1月を最後に番付から消える　再び明治21年1月下位より番付に載る）、最終場所、本名、生年月日、没年月日、墓所、不詳。　
初代との師弟関係、またはそれに近いものが確認されたので歴代（2代目）に加えられた。				